# 渥美郡
- 令制国一覧 > 東海道 > 三河国 > 渥美郡
- 日本 > 中部地方 > 愛知県 > 渥美郡

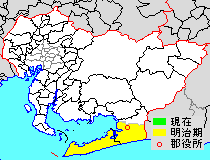
愛知県渥美郡の位置

渥美郡（あつみぐん）は、愛知県（三河国）にあった郡。

## 郡域
1878年（明治11年）に行政区画として発足した当時の郡域は、田原市および豊橋市の大部分（豊川・朝倉川以南）にあたる。
当該区域の面積は378.25km2、375,905人（平成22年国勢調査）。

## 歴史

### 古代から近世まで
7世紀後半の評制度化では、飽海評（飽海評、渥美郡）と呼ばれた。
郡名は阿曇連（あづみのむらじ）に由来すると伝えられている。伊勢国に近いため伊勢神宮の荘園である御厨・御園が多く存在した。垂仁天皇時代には、国造が三河国渥美郡の神戸を朝廷に寄進している（『太神宮諸雑事記』第一）。また『吾妻鑑』によると、建久10年3月23日（1199年4月19日）乙卯に、参河の国飽海本神戸・新神戸・大津神戸・伊良胡御厨が存在している。
中世には一色氏が支配したが、応仁の乱後は田原城や二連木城を築いて渥美郡の支配力を強める戸田氏に対し、16世紀の初頭からは隣郡の宝飯郡から牧野氏が今橋城を築いて戸田氏と争った。度重なる今橋城（吉田城）の争奪戦に西三河の松平氏まで絡んでくるが、東から駿河国・遠江国を治める今川氏が松平氏・戸田氏・牧野氏をまるごと従えるようになったため、今川氏による支配で落ち着いた時期もある。
室町戦国時代には、奥郡という呼び方もある。文明6年11月1日の如光弟子帳で、｢奥郡野田｣と見える（上宮寺文書 / 岡崎市史6）。その他、戦国期から江戸初期の史料では、大津(老津)･神戸･伊良湖･堀切･弥熊などが奥郡の地名として見え、渥美半島一帯が奥郡と称されていたものと推定される。天文20年5月7日の今川義元判物によると｢参河国奥郡神戸郷南方名職之事、右如前前公事年貢等令取沙汰、百姓職永可勤之并船二艘事｣が本多正忠に宛行われている（摩訶耶寺文書/静岡県史料5）。
江戸期には吉田藩や田原藩や畑村藩などの変遷を経て廃藩置県を迎えた。
郡の北端（宝飯郡との境界）を流れる現在の豊川（とよがわ）は過去、時代ごと地域ごとにいくつかの名称があったとされ、古代における最下流域の渡津郷付近では「飽海川（あくみがわ）」と呼ばれていたことが、承和2年（西暦835年）に発令された『太政官符』によって確認できる。

### 近世以降の沿革
- 『旧高旧領取調帳』に記載されている明治初年時点での支配は以下の通り。●は村内に寺社領が、○は寺社除地[3]が存在。 （1町134村）

| 知行         | 知行               | 村数     | 村名 |
| ------------ | ------------------ | -------- | --- |
| 幕府領       | 中泉代官所         | 13村     | ●二川村、●大岩村、上細谷村、下細谷村、小島村、寺沢村、東七根村、万場新田、赤沢村、東伊古部村、東堀切村、●○伊良湖村、保美村 |
| 幕府領       | 旗本領             | 13村     | 西七根村、●大崎村、●城下村、西伊古部村、高塚村、●堀切村、江比間村、八王子村、馬伏村、石神村、村松村、高木村、中山村 |
| 幕府領       | 中泉代官所・旗本領 | 1村      | 小塩津村 |
| 藩領         | 三河吉田藩         | 1町 65村 | 吉田城下、●飽海村、●羽田村、●野田村、吉川村、三相村、●馬見塚村、高須新田、土倉新田、下野新田、青竹新田、富久縞新田、牧新田、茅野新田、加藤新田、中村新田、原村、中原村、●雲谷村、大脇新田、飯村、藤並新田、森田新田、芦原新田、佐藤村、山田村（現・豊橋市）、小松新田、●高足村、高足新々田、●小池村、瓦町村、●橋良村、●小浜村、●仁連木村、上岩崎村、下岩崎村、手洗村、田尻村、平川新田、上牟呂村、●中牟呂村、富田新田、松島新田、●下牟呂村、向草間村、●草間村、松井新田、上原新田、●野依村、切反ヶ谷村、仏餉村、東植田村、西植田村、津田新田、●北大津村、●南大津村、森崎新田、谷熊村、神吉新田、数原新田、片神戸村、百々村、●杉山村、●花ヶ崎村、三ノ輪村、高足原尾先新田 |
| 藩領         | 三河田原藩         | 32村     | 長仙寺村、久美原村、院内村、●今田村、●本前村、水川村、●谷ノ口村、●東ヶ谷村、●新美村、●志田村、●赤松村、●青津村、●市場村、●漆田村、●田原村、吉胡村、浦村、波瀬村、片浜村、白谷村、仁崎村、●上野田村、●大久保村、●加治村、大草村、若見村、●高松村、●下野田村、●芦村、●赤羽根村、越戸村、●和地村 |
| 藩領         | 美濃野村藩         | 6村      | 日出村、伊川津村、古田村、畠村、向山村、亀山村 |
| 幕府領・藩領 | 中泉代官所・田原藩 | 1村      | 浜田村 |
| 幕府領・藩領 | 旗本領・田原藩     | 1村      | 宇津江村 |
| その他       | 寺社領             | 2村      | 小松原村、山田村（現・田原市） |

- 慶応4年
  - 4月29日（1868年5月21日） - 幕府領・旗本領が三河裁判所の管轄となる。
  - 6月9日（1868年7月28日） - 三河裁判所の管轄区域が三河県の管轄となる。
- 明治2年
  - 6月24日（1869年8月1日） - 三河県の管轄区域が伊那県の管轄となる。
  - 8月7日（1869年9月12日）
    - 伊那県の管轄区域が駿河静岡藩領となる。
    - 任知藩事により吉田藩が改称して豊橋藩となる。それにともない吉田城下が改称して豊橋となる。
- 明治4年
  - 7月14日（1871年8月29日） - 廃藩置県により豊橋県、田原県、野村県、静岡県の管轄となる。
  - 11月15日（1871年12月26日） - 第1次府県統合により全域が額田県の管轄となる。
- 明治5年11月27日（1872年12月27日） - 愛知県の管轄となる。
- 明治7年（1874年） - 土倉新田・下野新田が茅野新田に合併。（1町132村）
- 明治11年（1878年）12月20日 - 郡区町村編制法の愛知県での施行により、行政区画としての渥美郡が発足。郡役所が豊橋に設置。同年、以下の各村の統合が行われる。（1町60村）
  - 五並村 ← 上細谷村、下細谷村、小島村、寺沢村、東七根村、西七根村、小松原村
  - 豊南村 ← 万場新田、赤沢村、東伊古部村、城下村、高塚村、西伊古部村
  - 豊橋村 ← 飽海村、仁連木村［一部］
  - 花田村 ← 羽田村、花ヶ崎村
  - 青野村 ← 青竹新田、富久縞新田、牧新田、茅野新田、加藤新田、中村新田
  - 谷川村 ← 原村、中原村、雲谷村
  - 福岡村 ← 佐藤村、山田村、小松新田、小池村、橋良村、小浜村
  - 東田村 ← 瓦町村、仁連木村［残部］
  - 高師村 ← 藤並新田、森田新田、芦原新田、高足村、高足新々田、高足原尾先新田
  - 岩田村 ← 上岩崎村、下岩崎村、手洗村、田尻村、平川新田
  - 植田村 ← 東植田村、西植田村、津田新田
  - 磯辺村 ← 上牟呂村、中牟呂村、富田新田、松島新田、下牟呂村、向草間村、草間村、松井新田、上原新田
  - 豊田村 ← 野田村、吉川村、三相村、馬見塚村、高須新田
  - 老津村 ← 北大津村、南大津村、森崎新田
  - 杉谷村 ← 谷熊村、神吉新田、杉山村
  - 六連村 ← 数原新田、片神戸村、百々村、長仙寺村、久美原村、浜田村
  - 豊島村 ← 院内村、今田村
  - 神戸村 ← 本前村、水川村、谷ノ口村、東ヶ谷村、新美村、志田村、赤松村、青津村、市場村、漆田村
  - 野田村 ← 上野田村、下野田村
  - 東堀切村が堀切村に、切反ヶ谷村・仏餉村が野依村に、大脇新田が二川村にそれぞれ合併。
- 明治15年（1882年） - 杉谷村が分割し、一部（旧神吉新田・杉山村）が杉山村、残部が谷熊村となる。（1町62村）
- 明治17年（1884年）（1町76村）
  - 五並村が分割して上細谷村・下細谷村・小島村・寺沢村・七根村・小松原村となる。
  - 豊田村が分割し、一部（旧野田村・吉川村・三相村）が東豊田村、残部（旧馬見塚村・高須新田）が西豊田村となる。
  - 豊南村の一部（旧東伊古部村・西伊古部村）が分立して伊古部村、一部（旧城下村・高塚村）が分立して高塚村となる。
  - 東田村の一部（旧仁連木村）が分立して瓦町村となる。
  - 岩田村の一部（旧下岩崎村・田尻村・平川新田）が分立して岩崎村となる。
  - 磯辺村の一部（旧上牟呂村・中牟呂村・富田新田・松島新田・下牟呂村）が分立して牟呂村となる。
  - 神戸村の一部（旧本前村・谷ノ口村）が分立して南神戸村、一部（旧東ヶ谷村）が分立して東神戸村、一部（旧新美村・志田村・赤松村）が分立して西神戸村となる。

### 町村制以降の沿革

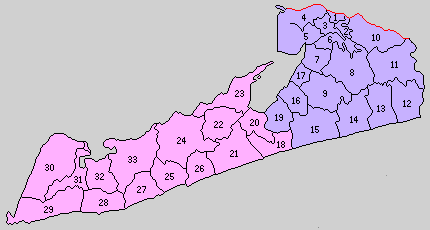
1.豊橋町 2.豊橋村 3.花田村 4.吉田方村 5.牟呂村 6.福岡村 7.磯辺村 8.高師村 9.植野村 10.豊岡村 11.大川村 12.細谷村 13.小沢村 14.高根村 15.豊南村 16.老津村 17.大崎村 18.六連村 19.杉山村 20.相川村 21.神戸村 22.田原村 23.童浦村 24.野田村 25.赤羽根村 26.高松村 27.若戸村 28.和地村 29.伊良湖村 30.中山村 31.福江村 32.清田村 33.泉村（紫：豊橋市 桃：田原市）

- 明治22年（1889年）10月1日 - 町村制施行により、以下の町村が発足。（1町32村）
  - 豊橋町（豊橋[9]が単独町制。現・豊橋市）
  - 豊橋村、花田村（それぞれ単独村制。現・豊橋市）
  - 吉田方村 ← 東豊田村、西豊田村、青野村［大部分］
  - 牟呂村、福岡村、磯辺村、高師村（それぞれ単独村制。現・豊橋市）
  - 植野村 ← 野依村、植田村（現・豊橋市）
  - 豊岡村 ← 岩田村、飯村、岩崎村、瓦町村、東田村、三ノ輪村（現・豊橋市）
  - 大川村 ← 二川村、大岩村、谷川村（現・豊橋市）
  - 細谷村 ← 上細谷村、下細谷村（現・豊橋市）
  - 小沢村 ← 小島村、小松原村、寺沢村（現・豊橋市）
  - 高根村 ← 高塚村、七根村（現・豊橋市）
  - 豊南村 ← 豊南村、高塚村、伊古部村（現・豊橋市）
  - 老津村、大崎村（それぞれ単独村制。現・豊橋市）
  - 六連村（一部を除き単独村制。現・田原市）
  - 杉山村（単独村制。現・豊橋市）
  - 相川村 ← 谷熊村、豊島村、六連村［一部］（現・田原市）
  - 神戸村 ← 神戸村、東神戸村、南神戸村、西神戸村、大草村（現・田原市）
  - 田原村 ← 田原村、加治村（現・田原市）
  - 童浦村 ← 浦村、波瀬村、片浜村、白谷村、吉胡村（現・田原市）
  - 野田村 ← 野田村、大久保村、芦村、仁崎村（現・田原市）
  - 赤羽根村、高松村（それぞれ単独村制。現・田原市）
  - 若戸村 ← 若見村、越戸村（現・田原市）
  - 和地村（単独村制。現・田原市）
  - 伊良湖村 ← 小塩津村、堀切村、日出村、伊良湖村（現・田原市）
  - 中山村（単独村制。現・田原市）
  - 福江村 ← 畠村、保美村、向山村、亀山村（現・田原市）
  - 清田村 ← 古田村、高木村、山田村（現・田原市）
  - 泉村 ← 伊川津村、石神村、村松村、馬伏村、江比間村、宇津江村、八王子村（現・田原市）
  - 青野村の一部が宝飯郡前芝村の一部となる。
- 明治23年（1890年）11月7日 - 伊良湖村が分割し、一部（堀切・小塩津）に堀切村が、残部（日出・伊良湖）に改めて伊良湖村がそれぞれ発足。（1町33村）
- 明治24年（1891年）
  - 4月1日 - 郡制を施行。
  - 4月15日 - 野田村が分割し、一部（大久保）に大久保村が、残部（野田・芦村・仁崎）に改めて野田村がそれぞれ発足。（1町34村）
  - 11月10日 - 植野村が分割され、一部（植田）に植田村、残部（野依）に野依村が発足。（1町35村）
- 明治25年（1892年）10月3日 - 田原村が町制施行して田原町となる。（2町34村）
- 明治26年（1893年）6月23日 - 大川村が町制施行して大川町となる。（3町33村）
- 明治28年（1895年）2月25日 - 豊橋町・豊橋村が合併して豊橋町が発足。（3町32村）
- 明治29年（1896年）7月1日 - 大川町の一部（谷川）が分立して谷川村が発足。（3町33村）
- 明治30年（1897年）2月22日 - 福江村が町制施行して福江町となる。（4町32村）
- 明治39年（1906年）
  - 7月1日 - 以下の町村の統合が行われる。いずれも新設合併。（4町28村）
    - 牟呂吉田村 ← 吉田方村、牟呂村
    - 二川町 ← 大川町、谷川村、細谷村、小沢村

  - 7月16日 - 以下の町村の統合が行われる。いずれも新設合併。（4町17村）
    - 豊橋町 ← 豊橋町、豊岡村、花田村
    - 田原町 ← 相川村、田原町、童浦村、大久保村
    - 赤羽根村 ← 高松村、赤羽根村、若戸村
    - 伊良湖岬村 ← 堀切村、和地村、伊良湖村
    - 福江町 ← 清田村、福江町、中山村

  - 8月1日 - 豊橋町が市制施行して豊橋市となり、郡より離脱。（3町17村）
  - 8月31日 - 以下の町村の統合が行われる。いずれも新設合併。（3町11村）
    - 高豊村 ← 高根村、豊南村
    - 高師村 ← 磯辺村、福岡村、高師村、野依村、植田村、大崎村

  - 9月10日 - 杉山村、六連村が合併し、改めて杉山村が発足。（3町10村）
- 大正12年（1923年）4月1日 - 郡会が廃止。郡役所は存続。
- 大正15年（1926年）7月1日 - 郡役所が廃止。以降は地域区分名称となる。
- 昭和7年（1932年）9月1日 - 高師村・牟呂吉田村が豊橋市に編入。（3町8村）
- 昭和30年（1955年）
  - 1月1日 - 田原町・神戸村・野田村が合併し、改めて田原町が発足。（3町6村）
  - 3月1日 - 二川町・高豊村・老津村が豊橋市に編入。（2町4村）
  - 4月1日 - 杉山村が分割し、一部（杉山）が豊橋市に、残部（六連）が田原町にそれぞれ編入。（2町3村）
  - 4月15日 - 福江町・伊良湖岬村・泉村が合併して渥美町が発足。（2町1村）
- 昭和33年（1958年）11月1日 - 赤羽根村が町制施行して赤羽根町となる。（3町）
- 平成15年（2003年）8月20日 - 田原町が赤羽根町を編入のうえ市制施行して田原市となり、郡より離脱。（1町）
- 平成17年（2005年）10月1日 - 渥美町が田原市に編入。同日渥美郡消滅。

### 変遷表
| 明治22年以前   | 明治22年以前 | 明治22年以前 | 明治22年以前    | 明治22年以前 | 明治22年 10月1日 町村制施行 | 明治22年 - 明治33年           | 明治22年 - 明治33年           | 明治34年 - 明治45年             | 明治34年 - 明治45年             | 大正元年 - 昭和19年        | 昭和20年 - 昭和64年           | 平成元年 - 平成31年                          | 令和元年 - 現在 |              |
| -------------- | ------------ | ------------ | --------------- | ------------ | --------------------------- | ----------------------------- | ----------------------------- | ------------------------------- | ------------------------------- | -------------------------- | ----------------------------- | -------------------------------------------- | --------------- | ------------ |
| 吉 田 城 下    | 豊橋船町     | 豊橋船町     | 豊橋船町        | 豊橋船町     | 豊橋町                      | 明治28年1月25日 合併 豊橋町   | 明治28年1月25日 合併 豊橋町   | 明治39年7月15日 合併 豊橋町     | 明治39年8月1日 市制 豊橋市      | 豊橋市                     | 豊橋市                        | 豊橋市                                       | 豊橋市          |              |
| 吉 田 城 下    | 豊橋湊町     |              |                 |              | 豊橋町                      | 明治28年1月25日 合併 豊橋町   | 明治28年1月25日 合併 豊橋町   | 明治39年7月15日 合併 豊橋町     | 明治39年8月1日 市制 豊橋市      | 豊橋市                     | 豊橋市                        | 豊橋市                                       | 豊橋市          |              |
| 吉 田 城 下    | 豊橋上伝馬町 |              |                 |              | 豊橋町                      | 明治28年1月25日 合併 豊橋町   | 明治28年1月25日 合併 豊橋町   | 明治39年7月15日 合併 豊橋町     | 明治39年8月1日 市制 豊橋市      | 豊橋市                     | 豊橋市                        | 豊橋市                                       | 豊橋市          |              |
| 吉 田 城 下    | 豊橋八町     |              |                 |              | 豊橋町                      | 明治28年1月25日 合併 豊橋町   | 明治28年1月25日 合併 豊橋町   | 明治39年7月15日 合併 豊橋町     | 明治39年8月1日 市制 豊橋市      | 豊橋市                     | 豊橋市                        | 豊橋市                                       | 豊橋市          |              |
| 吉 田 城 下    | 豊橋関屋町   |              |                 |              | 豊橋町                      | 明治28年1月25日 合併 豊橋町   | 明治28年1月25日 合併 豊橋町   | 明治39年7月15日 合併 豊橋町     | 明治39年8月1日 市制 豊橋市      | 豊橋市                     | 豊橋市                        | 豊橋市                                       | 豊橋市          |              |
| 吉 田 城 下    | 豊橋本町     |              |                 |              | 豊橋町                      | 明治28年1月25日 合併 豊橋町   | 明治28年1月25日 合併 豊橋町   | 明治39年7月15日 合併 豊橋町     | 明治39年8月1日 市制 豊橋市      | 豊橋市                     | 豊橋市                        | 豊橋市                                       | 豊橋市          |              |
| 吉 田 城 下    | 豊橋札木町   |              |                 |              | 豊橋町                      | 明治28年1月25日 合併 豊橋町   | 明治28年1月25日 合併 豊橋町   | 明治39年7月15日 合併 豊橋町     | 明治39年8月1日 市制 豊橋市      | 豊橋市                     | 豊橋市                        | 豊橋市                                       | 豊橋市          |              |
| 吉 田 城 下    | 豊橋呉服町   |              |                 |              | 豊橋町                      | 明治28年1月25日 合併 豊橋町   | 明治28年1月25日 合併 豊橋町   | 明治39年7月15日 合併 豊橋町     | 明治39年8月1日 市制 豊橋市      | 豊橋市                     | 豊橋市                        | 豊橋市                                       | 豊橋市          |              |
| 吉 田 城 下    | 豊橋曲尺手町 |              |                 |              | 豊橋町                      | 明治28年1月25日 合併 豊橋町   | 明治28年1月25日 合併 豊橋町   | 明治39年7月15日 合併 豊橋町     | 明治39年8月1日 市制 豊橋市      | 豊橋市                     | 豊橋市                        | 豊橋市                                       | 豊橋市          |              |
| 吉 田 城 下    | 豊橋下モ町   |              |                 |              | 豊橋町                      | 明治28年1月25日 合併 豊橋町   | 明治28年1月25日 合併 豊橋町   | 明治39年7月15日 合併 豊橋町     | 明治39年8月1日 市制 豊橋市      | 豊橋市                     | 豊橋市                        | 豊橋市                                       | 豊橋市          |              |
| 吉 田 城 下    | 豊橋鍛冶町   |              |                 |              | 豊橋町                      | 明治28年1月25日 合併 豊橋町   | 明治28年1月25日 合併 豊橋町   | 明治39年7月15日 合併 豊橋町     | 明治39年8月1日 市制 豊橋市      | 豊橋市                     | 豊橋市                        | 豊橋市                                       | 豊橋市          |              |
| 吉 田 城 下    | 豊橋松葉町   |              |                 |              | 豊橋町                      | 明治28年1月25日 合併 豊橋町   | 明治28年1月25日 合併 豊橋町   | 明治39年7月15日 合併 豊橋町     | 明治39年8月1日 市制 豊橋市      | 豊橋市                     | 豊橋市                        | 豊橋市                                       | 豊橋市          |              |
| 吉 田 城 下    | 豊橋萱町     |              |                 |              | 豊橋町                      | 明治28年1月25日 合併 豊橋町   | 明治28年1月25日 合併 豊橋町   | 明治39年7月15日 合併 豊橋町     | 明治39年8月1日 市制 豊橋市      | 豊橋市                     | 豊橋市                        | 豊橋市                                       | 豊橋市          |              |
| 吉 田 城 下    | 豊橋花園町   |              |                 |              | 豊橋町                      | 明治28年1月25日 合併 豊橋町   | 明治28年1月25日 合併 豊橋町   | 明治39年7月15日 合併 豊橋町     | 明治39年8月1日 市制 豊橋市      | 豊橋市                     | 豊橋市                        | 豊橋市                                       | 豊橋市          |              |
| 吉 田 城 下    | 豊橋三浦町   |              |                 |              | 豊橋町                      | 明治28年1月25日 合併 豊橋町   | 明治28年1月25日 合併 豊橋町   | 明治39年7月15日 合併 豊橋町     | 明治39年8月1日 市制 豊橋市      | 豊橋市                     | 豊橋市                        | 豊橋市                                       | 豊橋市          |              |
| 吉 田 城 下    | 豊橋指笠町   |              |                 |              | 豊橋町                      | 明治28年1月25日 合併 豊橋町   | 明治28年1月25日 合併 豊橋町   | 明治39年7月15日 合併 豊橋町     | 明治39年8月1日 市制 豊橋市      | 豊橋市                     | 豊橋市                        | 豊橋市                                       | 豊橋市          |              |
| 吉 田 城 下    | 豊橋新銭町   |              |                 |              | 豊橋町                      | 明治28年1月25日 合併 豊橋町   | 明治28年1月25日 合併 豊橋町   | 明治39年7月15日 合併 豊橋町     | 明治39年8月1日 市制 豊橋市      | 豊橋市                     | 豊橋市                        | 豊橋市                                       | 豊橋市          |              |
| 吉 田 城 下    | 豊橋魚町     |              |                 |              | 豊橋町                      | 明治28年1月25日 合併 豊橋町   | 明治28年1月25日 合併 豊橋町   | 明治39年7月15日 合併 豊橋町     | 明治39年8月1日 市制 豊橋市      | 豊橋市                     | 豊橋市                        | 豊橋市                                       | 豊橋市          |              |
| 吉 田 城 下    | 豊橋紺屋町   |              |                 |              | 豊橋町                      | 明治28年1月25日 合併 豊橋町   | 明治28年1月25日 合併 豊橋町   | 明治39年7月15日 合併 豊橋町     | 明治39年8月1日 市制 豊橋市      | 豊橋市                     | 豊橋市                        | 豊橋市                                       | 豊橋市          |              |
| 吉 田 城 下    | 豊橋神明町   |              |                 |              | 豊橋町                      | 明治28年1月25日 合併 豊橋町   | 明治28年1月25日 合併 豊橋町   | 明治39年7月15日 合併 豊橋町     | 明治39年8月1日 市制 豊橋市      | 豊橋市                     | 豊橋市                        | 豊橋市                                       | 豊橋市          |              |
| 吉 田 城 下    | 豊橋清水町   |              |                 |              | 豊橋町                      | 明治28年1月25日 合併 豊橋町   | 明治28年1月25日 合併 豊橋町   | 明治39年7月15日 合併 豊橋町     | 明治39年8月1日 市制 豊橋市      | 豊橋市                     | 豊橋市                        | 豊橋市                                       | 豊橋市          |              |
| 吉 田 城 下    | 豊橋手間町   |              |                 |              | 豊橋町                      | 明治28年1月25日 合併 豊橋町   | 明治28年1月25日 合併 豊橋町   | 明治39年7月15日 合併 豊橋町     | 明治39年8月1日 市制 豊橋市      | 豊橋市                     | 豊橋市                        | 豊橋市                                       | 豊橋市          |              |
| 吉 田 城 下    | 豊橋吉屋町   |              |                 |              | 豊橋町                      | 明治28年1月25日 合併 豊橋町   | 明治28年1月25日 合併 豊橋町   | 明治39年7月15日 合併 豊橋町     | 明治39年8月1日 市制 豊橋市      | 豊橋市                     | 豊橋市                        | 豊橋市                                       | 豊橋市          |              |
| 飽海村         | 飽海村       | 飽海村       | 豊橋村          | 豊橋村       | 豊橋村                      | 明治28年1月25日 合併 豊橋町   | 明治28年1月25日 合併 豊橋町   | 明治39年7月15日 合併 豊橋町     | 明治39年8月1日 市制 豊橋市      | 豊橋市                     | 豊橋市                        | 豊橋市                                       | 豊橋市          |              |
| 仁連木村       |              |              | 豊橋村          | 豊橋村       | 豊橋村                      | 明治28年1月25日 合併 豊橋町   | 明治28年1月25日 合併 豊橋町   | 明治39年7月15日 合併 豊橋町     | 明治39年8月1日 市制 豊橋市      | 豊橋市                     | 豊橋市                        | 豊橋市                                       | 豊橋市          |              |
| 東田村         | 東田村       | 豊岡村       | 豊岡村          | 豊岡村       |                             |                               |                               | 明治39年7月15日 合併 豊橋町     | 明治39年8月1日 市制 豊橋市      | 豊橋市                     | 豊橋市                        | 豊橋市                                       | 豊橋市          |              |
| 東田村         | 瓦町村       | 瓦町村       | 瓦町村          | 豊岡村       | 瓦町村                      |                               |                               | 明治39年7月15日 合併 豊橋町     | 明治39年8月1日 市制 豊橋市      | 豊橋市                     | 豊橋市                        | 豊橋市                                       | 豊橋市          |              |
| 下岩崎村       | 下岩崎村     | 下岩崎村     | 豊岡村          | 豊岡村       | 岩田村                      | 岩田村                        |                               | 明治39年7月15日 合併 豊橋町     | 明治39年8月1日 市制 豊橋市      | 豊橋市                     | 豊橋市                        | 豊橋市                                       | 豊橋市          |              |
| 田尻村         |              | 豊岡村       | 豊岡村          | 豊岡村       | 岩田村                      | 岩田村                        |                               | 明治39年7月15日 合併 豊橋町     | 明治39年8月1日 市制 豊橋市      | 豊橋市                     | 豊橋市                        | 豊橋市                                       | 豊橋市          |              |
| 平川新田       |              | 豊岡村       | 豊岡村          | 豊岡村       | 岩田村                      | 岩田村                        |                               | 明治39年7月15日 合併 豊橋町     | 明治39年8月1日 市制 豊橋市      | 豊橋市                     | 豊橋市                        | 豊橋市                                       | 豊橋市          |              |
| 上岩崎村       | 上岩崎村     | 上岩崎村     | 豊岡村          | 豊岡村       | 岩田村                      | 岩崎村                        |                               | 明治39年7月15日 合併 豊橋町     | 明治39年8月1日 市制 豊橋市      | 豊橋市                     | 豊橋市                        | 豊橋市                                       | 豊橋市          |              |
| 手洗村         |              | 豊岡村       | 豊岡村          | 豊岡村       | 岩田村                      | 岩崎村                        |                               | 明治39年7月15日 合併 豊橋町     | 明治39年8月1日 市制 豊橋市      | 豊橋市                     | 豊橋市                        | 豊橋市                                       | 豊橋市          |              |
| 飯村           |              | 豊岡村       | 豊岡村          | 豊岡村       |                             |                               |                               | 明治39年7月15日 合併 豊橋町     | 明治39年8月1日 市制 豊橋市      | 豊橋市                     | 豊橋市                        | 豊橋市                                       | 豊橋市          |              |
| 三ノ輪村       |              | 豊岡村       | 豊岡村          | 豊岡村       |                             |                               |                               | 明治39年7月15日 合併 豊橋町     | 明治39年8月1日 市制 豊橋市      | 豊橋市                     | 豊橋市                        | 豊橋市                                       | 豊橋市          |              |
| 花ケ崎村       | 花ケ崎村     | 花ケ崎村     | 花田村          | 花田村       | 花田村                      | 花田村                        | 花田村                        | 明治39年7月15日 合併 豊橋町     | 明治39年8月1日 市制 豊橋市      | 豊橋市                     | 豊橋市                        | 豊橋市                                       | 豊橋市          |              |
| 羽田村         |              |              | 花田村          | 花田村       | 花田村                      | 花田村                        | 花田村                        | 明治39年7月15日 合併 豊橋町     | 明治39年8月1日 市制 豊橋市      | 豊橋市                     | 豊橋市                        | 豊橋市                                       | 豊橋市          |              |
| 高足村         | 高足村       | 高足村       | 高師村          | 高師村       | 高師村                      | 高師村                        | 高師村                        | 高師村                          | 明治39年8月31日 合併 高師村     | 昭和7年9月1日 豊橋市に編入 | 豊橋市                        | 豊橋市                                       | 豊橋市          |              |
| 高足新々田     |              |              | 高師村          | 高師村       | 高師村                      | 高師村                        | 高師村                        | 高師村                          | 明治39年8月31日 合併 高師村     | 昭和7年9月1日 豊橋市に編入 | 豊橋市                        | 豊橋市                                       | 豊橋市          |              |
| 高足原尾先新田 |              |              | 高師村          | 高師村       | 高師村                      | 高師村                        | 高師村                        | 高師村                          | 明治39年8月31日 合併 高師村     | 昭和7年9月1日 豊橋市に編入 | 豊橋市                        | 豊橋市                                       | 豊橋市          |              |
| 藤並新田       |              |              | 高師村          | 高師村       | 高師村                      | 高師村                        | 高師村                        | 高師村                          | 明治39年8月31日 合併 高師村     | 昭和7年9月1日 豊橋市に編入 | 豊橋市                        | 豊橋市                                       | 豊橋市          |              |
| 森田新田       |              |              | 高師村          | 高師村       | 高師村                      | 高師村                        | 高師村                        | 高師村                          | 明治39年8月31日 合併 高師村     | 昭和7年9月1日 豊橋市に編入 | 豊橋市                        | 豊橋市                                       | 豊橋市          |              |
| 芦原新田       |              |              | 高師村          | 高師村       | 高師村                      | 高師村                        | 高師村                        | 高師村                          | 明治39年8月31日 合併 高師村     | 昭和7年9月1日 豊橋市に編入 | 豊橋市                        | 豊橋市                                       | 豊橋市          |              |
| 橋良村         | 橋良村       | 橋良村       | 福岡村          | 福岡村       | 福岡村                      | 福岡村                        | 福岡村                        | 福岡村                          | 明治39年8月31日 合併 高師村     | 昭和7年9月1日 豊橋市に編入 | 豊橋市                        | 豊橋市                                       | 豊橋市          |              |
| 小浜村         |              |              | 福岡村          | 福岡村       | 福岡村                      | 福岡村                        | 福岡村                        | 福岡村                          | 明治39年8月31日 合併 高師村     | 昭和7年9月1日 豊橋市に編入 | 豊橋市                        | 豊橋市                                       | 豊橋市          |              |
| 小池村         |              |              | 福岡村          | 福岡村       | 福岡村                      | 福岡村                        | 福岡村                        | 福岡村                          | 明治39年8月31日 合併 高師村     | 昭和7年9月1日 豊橋市に編入 | 豊橋市                        | 豊橋市                                       | 豊橋市          |              |
| 佐藤村         |              |              | 福岡村          | 福岡村       | 福岡村                      | 福岡村                        | 福岡村                        | 福岡村                          | 明治39年8月31日 合併 高師村     | 昭和7年9月1日 豊橋市に編入 | 豊橋市                        | 豊橋市                                       | 豊橋市          |              |
| 山田村         |              |              | 福岡村          | 福岡村       | 福岡村                      | 福岡村                        | 福岡村                        | 福岡村                          | 明治39年8月31日 合併 高師村     | 昭和7年9月1日 豊橋市に編入 | 豊橋市                        | 豊橋市                                       | 豊橋市          |              |
| 小松新田       |              |              | 福岡村          | 福岡村       | 福岡村                      | 福岡村                        | 福岡村                        | 福岡村                          | 明治39年8月31日 合併 高師村     | 昭和7年9月1日 豊橋市に編入 | 豊橋市                        | 豊橋市                                       | 豊橋市          |              |
| 大崎村         | 大崎村       | 大崎村       | 大崎村          | 大崎村       | 大崎村                      | 大崎村                        | 大崎村                        | 大崎村                          | 明治39年8月31日 合併 高師村     | 昭和7年9月1日 豊橋市に編入 | 豊橋市                        | 豊橋市                                       | 豊橋市          |              |
| 東植田村       | 東植田村     | 東植田村     | 植田村          | 植田村       | 植野村                      | 明治24年11月10日 分立 植田村  | 明治24年11月10日 分立 植田村  | 植田村                          | 明治39年8月31日 合併 高師村     | 昭和7年9月1日 豊橋市に編入 | 豊橋市                        | 豊橋市                                       | 豊橋市          |              |
| 西植田村       |              |              | 植田村          | 植田村       | 植野村                      | 明治24年11月10日 分立 植田村  | 明治24年11月10日 分立 植田村  | 植田村                          | 明治39年8月31日 合併 高師村     | 昭和7年9月1日 豊橋市に編入 | 豊橋市                        | 豊橋市                                       | 豊橋市          |              |
| 津田新田       |              |              | 植田村          | 植田村       | 植野村                      | 明治24年11月10日 分立 植田村  | 明治24年11月10日 分立 植田村  | 植田村                          | 明治39年8月31日 合併 高師村     | 昭和7年9月1日 豊橋市に編入 | 豊橋市                        | 豊橋市                                       | 豊橋市          |              |
| 野依村         | 野依村       | 野依村       | 野依村          | 野依村       | 植野村                      | 明治24年11月10日 分立 野依村  | 明治24年11月10日 分立 野依村  | 野依村                          | 明治39年8月31日 合併 高師村     | 昭和7年9月1日 豊橋市に編入 | 豊橋市                        | 豊橋市                                       | 豊橋市          |              |
| 仏餉村         |              |              | 野依村          | 野依村       | 植野村                      | 明治24年11月10日 分立 野依村  | 明治24年11月10日 分立 野依村  | 野依村                          | 明治39年8月31日 合併 高師村     | 昭和7年9月1日 豊橋市に編入 | 豊橋市                        | 豊橋市                                       | 豊橋市          |              |
| 切反ケ谷村     |              |              | 野依村          | 野依村       | 植野村                      | 明治24年11月10日 分立 野依村  | 明治24年11月10日 分立 野依村  | 野依村                          | 明治39年8月31日 合併 高師村     | 昭和7年9月1日 豊橋市に編入 | 豊橋市                        | 豊橋市                                       | 豊橋市          |              |
| 草間村         | 草間村       | 草間村       | 磯辺村          | 磯辺村       | 磯辺村                      | 磯辺村                        | 磯辺村                        | 磯辺村                          | 明治39年8月31日 合併 高師村     | 昭和7年9月1日 豊橋市に編入 | 豊橋市                        | 豊橋市                                       | 豊橋市          |              |
| 向草間村       |              |              | 磯辺村          | 磯辺村       | 磯辺村                      | 磯辺村                        | 磯辺村                        | 磯辺村                          | 明治39年8月31日 合併 高師村     | 昭和7年9月1日 豊橋市に編入 | 豊橋市                        | 豊橋市                                       | 豊橋市          |              |
| 松井新田       |              |              | 磯辺村          | 磯辺村       | 磯辺村                      | 磯辺村                        | 磯辺村                        | 磯辺村                          | 明治39年8月31日 合併 高師村     | 昭和7年9月1日 豊橋市に編入 | 豊橋市                        | 豊橋市                                       | 豊橋市          |              |
| 上原新田       |              |              | 磯辺村          | 磯辺村       | 磯辺村                      | 磯辺村                        | 磯辺村                        | 磯辺村                          | 明治39年8月31日 合併 高師村     | 昭和7年9月1日 豊橋市に編入 | 豊橋市                        | 豊橋市                                       | 豊橋市          |              |
| 上牟呂村       | 上牟呂村     | 上牟呂村     | 磯辺村          | 牟呂村       | 牟呂村                      | 牟呂村                        | 牟呂村                        | 明治39年7月1日 合併 牟呂吉田村  | 明治39年7月1日 合併 牟呂吉田村  | 昭和7年9月1日 豊橋市に編入 | 豊橋市                        | 豊橋市                                       | 豊橋市          |              |
| 中牟呂村       |              |              | 磯辺村          | 牟呂村       | 牟呂村                      | 牟呂村                        | 牟呂村                        | 明治39年7月1日 合併 牟呂吉田村  | 明治39年7月1日 合併 牟呂吉田村  | 昭和7年9月1日 豊橋市に編入 | 豊橋市                        | 豊橋市                                       | 豊橋市          |              |
| 下牟呂村       |              |              | 磯辺村          | 牟呂村       | 牟呂村                      | 牟呂村                        | 牟呂村                        | 明治39年7月1日 合併 牟呂吉田村  | 明治39年7月1日 合併 牟呂吉田村  | 昭和7年9月1日 豊橋市に編入 | 豊橋市                        | 豊橋市                                       | 豊橋市          |              |
| 松島新田       |              |              | 磯辺村          | 牟呂村       | 牟呂村                      | 牟呂村                        | 牟呂村                        | 明治39年7月1日 合併 牟呂吉田村  | 明治39年7月1日 合併 牟呂吉田村  | 昭和7年9月1日 豊橋市に編入 | 豊橋市                        | 豊橋市                                       | 豊橋市          |              |
| 富田新田       |              |              | 磯辺村          | 牟呂村       | 牟呂村                      | 牟呂村                        | 牟呂村                        | 明治39年7月1日 合併 牟呂吉田村  | 明治39年7月1日 合併 牟呂吉田村  | 昭和7年9月1日 豊橋市に編入 | 豊橋市                        | 豊橋市                                       | 豊橋市          |              |
| 野田村         | 野田村       | 野田村       | 豊田村          | 東豊田村     | 吉田方村                    | 吉田方村                      | 吉田方村                      | 明治39年7月1日 合併 牟呂吉田村  | 明治39年7月1日 合併 牟呂吉田村  | 昭和7年9月1日 豊橋市に編入 | 豊橋市                        | 豊橋市                                       | 豊橋市          |              |
| 吉川村         |              |              | 豊田村          | 東豊田村     | 吉田方村                    | 吉田方村                      | 吉田方村                      | 明治39年7月1日 合併 牟呂吉田村  | 明治39年7月1日 合併 牟呂吉田村  | 昭和7年9月1日 豊橋市に編入 | 豊橋市                        | 豊橋市                                       | 豊橋市          |              |
| 三相村         |              |              | 豊田村          | 東豊田村     | 吉田方村                    | 吉田方村                      | 吉田方村                      | 明治39年7月1日 合併 牟呂吉田村  | 明治39年7月1日 合併 牟呂吉田村  | 昭和7年9月1日 豊橋市に編入 | 豊橋市                        | 豊橋市                                       | 豊橋市          |              |
| 馬見塚村       | 馬見塚村     | 馬見塚村     | 豊田村          | 西豊田村     | 吉田方村                    | 吉田方村                      | 吉田方村                      | 明治39年7月1日 合併 牟呂吉田村  | 明治39年7月1日 合併 牟呂吉田村  | 昭和7年9月1日 豊橋市に編入 | 豊橋市                        | 豊橋市                                       | 豊橋市          |              |
| 高須新田       |              |              | 豊田村          | 西豊田村     | 吉田方村                    | 吉田方村                      | 吉田方村                      | 明治39年7月1日 合併 牟呂吉田村  | 明治39年7月1日 合併 牟呂吉田村  | 昭和7年9月1日 豊橋市に編入 | 豊橋市                        | 豊橋市                                       | 豊橋市          |              |
| 青竹新田       | 青竹新田     | 青竹新田     | 青野村          | 青野村       | 吉田方村                    | 吉田方村                      | 吉田方村                      | 明治39年7月1日 合併 牟呂吉田村  | 明治39年7月1日 合併 牟呂吉田村  | 昭和7年9月1日 豊橋市に編入 | 豊橋市                        | 豊橋市                                       | 豊橋市          |              |
| 茅野新田       | 茅野新田     | 茅野新田     | 青野村          | 青野村       | 吉田方村                    | 吉田方村                      | 吉田方村                      | 明治39年7月1日 合併 牟呂吉田村  | 明治39年7月1日 合併 牟呂吉田村  | 昭和7年9月1日 豊橋市に編入 | 豊橋市                        | 豊橋市                                       | 豊橋市          |              |
| 土倉新田       |              | 茅野新田     | 青野村          | 青野村       | 吉田方村                    | 吉田方村                      | 吉田方村                      | 明治39年7月1日 合併 牟呂吉田村  | 明治39年7月1日 合併 牟呂吉田村  | 昭和7年9月1日 豊橋市に編入 | 豊橋市                        | 豊橋市                                       | 豊橋市          |              |
| 下野新田       |              | 茅野新田     | 青野村          | 青野村       | 吉田方村                    | 吉田方村                      | 吉田方村                      | 明治39年7月1日 合併 牟呂吉田村  | 明治39年7月1日 合併 牟呂吉田村  | 昭和7年9月1日 豊橋市に編入 | 豊橋市                        | 豊橋市                                       | 豊橋市          |              |
| 富久縞新田     |              |              | 青野村          | 青野村       | 吉田方村                    | 吉田方村                      | 吉田方村                      | 明治39年7月1日 合併 牟呂吉田村  | 明治39年7月1日 合併 牟呂吉田村  | 昭和7年9月1日 豊橋市に編入 | 豊橋市                        | 豊橋市                                       | 豊橋市          |              |
| 加藤新田       |              |              | 青野村          | 青野村       | 吉田方村                    | 吉田方村                      | 吉田方村                      | 明治39年7月1日 合併 牟呂吉田村  | 明治39年7月1日 合併 牟呂吉田村  | 昭和7年9月1日 豊橋市に編入 | 豊橋市                        | 豊橋市                                       | 豊橋市          |              |
| 牧新田         |              |              | 青野村          | 青野村       | 吉田方村                    | 吉田方村                      | 吉田方村                      | 明治39年7月1日 合併 牟呂吉田村  | 明治39年7月1日 合併 牟呂吉田村  | 昭和7年9月1日 豊橋市に編入 | 豊橋市                        | 豊橋市                                       | 豊橋市          |              |
| 中村新田       |              |              | 青野村          | 青野村       | 吉田方村                    | 吉田方村                      | 吉田方村                      | 明治39年7月1日 合併 牟呂吉田村  | 明治39年7月1日 合併 牟呂吉田村  | 昭和7年9月1日 豊橋市に編入 | 豊橋市                        | 豊橋市                                       | 豊橋市          |              |
| 大岩村         | 大岩村       | 大岩村       | 大岩村          | 大岩村       | 大川村                      | 明治26年6月23日 町制 大川町   | 大川町                        | 明治39年7月1日 合併 二川町      | 明治39年7月1日 合併 二川町      | 二川町                     | 昭和30年3月1日 豊橋市に編入   | 豊橋市                                       | 豊橋市          |              |
| 二川村         | 二川村       | 二川村       | 二川村          | 二川村       | 大川村                      | 明治26年6月23日 町制 大川町   | 大川町                        | 明治39年7月1日 合併 二川町      | 明治39年7月1日 合併 二川町      | 二川町                     | 昭和30年3月1日 豊橋市に編入   | 豊橋市                                       | 豊橋市          |              |
| 大脇新田       |              |              | 二川村          | 二川村       | 大川村                      | 明治26年6月23日 町制 大川町   | 大川町                        | 明治39年7月1日 合併 二川町      | 明治39年7月1日 合併 二川町      | 二川町                     | 昭和30年3月1日 豊橋市に編入   | 豊橋市                                       | 豊橋市          |              |
| 雲谷村         | 雲谷村       | 雲谷村       | 谷川村          | 谷川村       | 大川村                      | 明治26年6月23日 町制 大川町   | 明治29年7月1日 分立 谷川村    | 明治39年7月1日 合併 二川町      | 明治39年7月1日 合併 二川町      | 二川町                     | 昭和30年3月1日 豊橋市に編入   | 豊橋市                                       | 豊橋市          |              |
| 原村           |              |              | 谷川村          | 谷川村       | 大川村                      | 明治26年6月23日 町制 大川町   | 明治29年7月1日 分立 谷川村    | 明治39年7月1日 合併 二川町      | 明治39年7月1日 合併 二川町      | 二川町                     | 昭和30年3月1日 豊橋市に編入   | 豊橋市                                       | 豊橋市          |              |
| 中原村         |              |              | 谷川村          | 谷川村       | 大川村                      | 明治26年6月23日 町制 大川町   | 明治29年7月1日 分立 谷川村    | 明治39年7月1日 合併 二川町      | 明治39年7月1日 合併 二川町      | 二川町                     | 昭和30年3月1日 豊橋市に編入   | 豊橋市                                       | 豊橋市          |              |
| 上細谷村       | 上細谷村     | 上細谷村     | 五並村          | 上細谷村     | 細谷村                      | 細谷村                        | 細谷村                        | 明治39年7月1日 合併 二川町      | 明治39年7月1日 合併 二川町      | 二川町                     | 昭和30年3月1日 豊橋市に編入   | 豊橋市                                       | 豊橋市          |              |
| 下細谷村       | 下細谷村     | 下細谷村     | 五並村          | 下細谷村     | 細谷村                      | 細谷村                        | 細谷村                        | 明治39年7月1日 合併 二川町      | 明治39年7月1日 合併 二川町      | 二川町                     | 昭和30年3月1日 豊橋市に編入   | 豊橋市                                       | 豊橋市          |              |
| 小島村         | 小島村       | 小島村       | 五並村          | 小島村       | 小沢村                      | 小沢村                        | 小沢村                        | 明治39年7月1日 合併 二川町      | 明治39年7月1日 合併 二川町      | 二川町                     | 昭和30年3月1日 豊橋市に編入   | 豊橋市                                       | 豊橋市          |              |
| 小松原村       | 小松原村     | 小松原村     | 五並村          | 小松原村     | 小沢村                      | 小沢村                        | 小沢村                        | 明治39年7月1日 合併 二川町      | 明治39年7月1日 合併 二川町      | 二川町                     | 昭和30年3月1日 豊橋市に編入   | 豊橋市                                       | 豊橋市          |              |
| 寺沢村         | 寺沢村       | 寺沢村       | 五並村          | 寺沢村       | 小沢村                      | 小沢村                        | 小沢村                        | 明治39年7月1日 合併 二川町      | 明治39年7月1日 合併 二川町      | 二川町                     | 昭和30年3月1日 豊橋市に編入   | 豊橋市                                       | 豊橋市          |              |
| 西七根村       | 西七根村     | 西七根村     | 五並村          | 七根村       | 高根村                      | 高根村                        | 高根村                        | 高豊村                          | 明治39年8月31日 合併 高豊村     | 高豊村                     | 昭和30年3月1日 豊橋市に編入   | 豊橋市                                       | 豊橋市          |              |
| 東七根村       |              |              | 五並村          | 七根村       | 高根村                      | 高根村                        | 高根村                        | 高豊村                          | 明治39年8月31日 合併 高豊村     | 高豊村                     | 昭和30年3月1日 豊橋市に編入   | 豊橋市                                       | 豊橋市          |              |
| 高塚村         | 高塚村       | 高塚村       | 豊南村          | 高塚村       | 高根村                      | 高根村                        | 高根村                        | 高豊村                          | 明治39年8月31日 合併 高豊村     | 高豊村                     | 昭和30年3月1日 豊橋市に編入   | 豊橋市                                       | 豊橋市          |              |
| 城下村         |              |              | 豊南村          | 高塚村       | 高根村                      | 高根村                        | 高根村                        | 高豊村                          | 明治39年8月31日 合併 高豊村     | 高豊村                     | 昭和30年3月1日 豊橋市に編入   | 豊橋市                                       | 豊橋市          |              |
| 赤沢村         | 赤沢村       | 赤沢村       | 豊南村          | 豊南村       | 豊南村                      | 豊南村                        | 豊南村                        | 豊南村                          | 明治39年8月31日 合併 高豊村     | 高豊村                     | 昭和30年3月1日 豊橋市に編入   | 豊橋市                                       | 豊橋市          |              |
| 万場新田       |              |              | 豊南村          | 豊南村       | 豊南村                      | 豊南村                        | 豊南村                        | 豊南村                          | 明治39年8月31日 合併 高豊村     | 高豊村                     | 昭和30年3月1日 豊橋市に編入   | 豊橋市                                       | 豊橋市          |              |
| 西伊古部村     | 西伊古部村   | 西伊古部村   | 豊南村          | 伊古部村     | 豊南村                      | 豊南村                        | 豊南村                        | 豊南村                          | 明治39年8月31日 合併 高豊村     | 高豊村                     | 昭和30年3月1日 豊橋市に編入   | 豊橋市                                       | 豊橋市          |              |
| 東伊古部村     |              |              | 豊南村          | 伊古部村     | 豊南村                      | 豊南村                        | 豊南村                        | 豊南村                          | 明治39年8月31日 合併 高豊村     | 高豊村                     | 昭和30年3月1日 豊橋市に編入   | 豊橋市                                       | 豊橋市          |              |
| 北大津村       | 北大津村     | 北大津村     | 老津村          | 老津村       | 老津村                      | 老津村                        | 老津村                        | 老津村                          | 老津村                          | 老津村                     | 昭和30年3月1日 豊橋市に編入   | 豊橋市                                       | 豊橋市          |              |
| 南大津村       |              |              | 老津村          | 老津村       | 老津村                      | 老津村                        | 老津村                        | 老津村                          | 老津村                          | 老津村                     | 昭和30年3月1日 豊橋市に編入   | 豊橋市                                       | 豊橋市          |              |
| 森崎新田       |              |              | 老津村          | 老津村       | 老津村                      | 老津村                        | 老津村                        | 老津村                          | 老津村                          | 老津村                     | 昭和30年3月1日 豊橋市に編入   | 豊橋市                                       | 豊橋市          |              |
| 杉山村         | 杉山村       | 杉山村       | 杉谷村 （一部） | 杉山村       | 杉山村                      | 杉山村                        | 杉山村                        | 杉山村                          | 明治39年9月10日 合併 杉山村     | 杉山村                     | 昭和30年4月1日 豊橋市に編入   | 豊橋市                                       | 豊橋市          |              |
| 神吉新田       |              |              | 杉谷村 （一部） | 杉山村       | 杉山村                      | 杉山村                        | 杉山村                        | 杉山村                          | 明治39年9月10日 合併 杉山村     | 杉山村                     | 昭和30年4月1日 豊橋市に編入   | 豊橋市                                       | 豊橋市          |              |
| 百々村         | 百々村       | 百々村       | 六連村          | 六連村       | 六連村                      | 六連村                        | 六連村                        | 六連村                          | 明治39年9月10日 合併 杉山村     | 杉山村                     | 昭和30年4月1日 田原町に編入   | 平成15年8月20日 市制 田原市                  | 田原市          |              |
| 片神戸村       |              |              | 六連村          | 六連村       | 六連村                      | 六連村                        | 六連村                        | 六連村                          | 明治39年9月10日 合併 杉山村     | 杉山村                     | 昭和30年4月1日 田原町に編入   | 平成15年8月20日 市制 田原市                  | 田原市          |              |
| 浜田村         |              |              | 六連村          | 六連村       | 六連村                      | 六連村                        | 六連村                        | 六連村                          | 明治39年9月10日 合併 杉山村     | 杉山村                     | 昭和30年4月1日 田原町に編入   | 平成15年8月20日 市制 田原市                  | 田原市          |              |
| 久美原村       |              |              | 六連村          | 六連村       | 六連村                      | 六連村                        | 六連村                        | 六連村                          | 明治39年9月10日 合併 杉山村     | 杉山村                     | 昭和30年4月1日 田原町に編入   | 平成15年8月20日 市制 田原市                  | 田原市          |              |
| 長仙寺村       |              |              | 六連村          | 六連村       | 六連村                      | 六連村                        | 六連村                        | 六連村                          | 明治39年9月10日 合併 杉山村     | 杉山村                     | 昭和30年4月1日 田原町に編入   | 平成15年8月20日 市制 田原市                  | 田原市          |              |
| 数原新田       |              |              | 六連村          | 六連村       | 六連村                      | 六連村                        | 六連村                        | 六連村                          | 明治39年9月10日 合併 杉山村     | 杉山村                     | 昭和30年4月1日 田原町に編入   | 平成15年8月20日 市制 田原市                  | 田原市          |              |
| 田原村         | 田原村       | 田原村       | 田原村          | 田原村       | 田原村                      | 明治25年10月3日 町制 田原町   | 明治25年10月3日 町制 田原町   | 明治39年7月16日 合併 田原町     | 明治39年7月16日 合併 田原町     | 田原町                     | 昭和30年1月1日 合併 田原町    | 平成15年8月20日 市制 田原市                  | 田原市          |              |
| 加治村         |              |              |                 |              | 田原村                      | 明治25年10月3日 町制 田原町   | 明治25年10月3日 町制 田原町   | 明治39年7月16日 合併 田原町     | 明治39年7月16日 合併 田原町     | 田原町                     | 昭和30年1月1日 合併 田原町    | 平成15年8月20日 市制 田原市                  | 田原市          |              |
| 谷熊村         | 谷熊村       | 谷熊村       | 杉谷村 （残部） | 谷熊村       | 相川村                      | 相川村                        | 相川村                        | 明治39年7月16日 合併 田原町     | 明治39年7月16日 合併 田原町     | 田原町                     | 昭和30年1月1日 合併 田原町    | 平成15年8月20日 市制 田原市                  | 田原市          |              |
| 今田村         | 今田村       | 今田村       | 豊島村          | 豊島村       | 相川村                      | 相川村                        | 相川村                        | 明治39年7月16日 合併 田原町     | 明治39年7月16日 合併 田原町     | 田原町                     | 昭和30年1月1日 合併 田原町    | 平成15年8月20日 市制 田原市                  | 田原市          |              |
| 院内村         |              |              | 豊島村          | 豊島村       | 相川村                      | 相川村                        | 相川村                        | 明治39年7月16日 合併 田原町     | 明治39年7月16日 合併 田原町     | 田原町                     | 昭和30年1月1日 合併 田原町    | 平成15年8月20日 市制 田原市                  | 田原市          |              |
| 浦村           | 浦村         | 浦村         | 浦村            | 浦村         | 童浦村                      | 童浦村                        | 童浦村                        | 明治39年7月16日 合併 田原町     | 明治39年7月16日 合併 田原町     | 田原町                     | 昭和30年1月1日 合併 田原町    | 平成15年8月20日 市制 田原市                  | 田原市          |              |
| 吉胡村         |              |              |                 |              | 童浦村                      | 童浦村                        | 童浦村                        | 明治39年7月16日 合併 田原町     | 明治39年7月16日 合併 田原町     | 田原町                     | 昭和30年1月1日 合併 田原町    | 平成15年8月20日 市制 田原市                  | 田原市          |              |
| 波瀬村         |              |              |                 |              | 童浦村                      | 童浦村                        | 童浦村                        | 明治39年7月16日 合併 田原町     | 明治39年7月16日 合併 田原町     | 田原町                     | 昭和30年1月1日 合併 田原町    | 平成15年8月20日 市制 田原市                  | 田原市          |              |
| 片浜村         |              |              |                 |              | 童浦村                      | 童浦村                        | 童浦村                        | 明治39年7月16日 合併 田原町     | 明治39年7月16日 合併 田原町     | 田原町                     | 昭和30年1月1日 合併 田原町    | 平成15年8月20日 市制 田原市                  | 田原市          |              |
| 白谷村         |              |              |                 |              | 童浦村                      | 童浦村                        | 童浦村                        | 明治39年7月16日 合併 田原町     | 明治39年7月16日 合併 田原町     | 田原町                     | 昭和30年1月1日 合併 田原町    | 平成15年8月20日 市制 田原市                  | 田原市          |              |
| 大久保村       | 大久保村     | 大久保村     | 大久保村        | 大久保村     | 野田村                      | 明治24年4月15日 分立 大久保村 | 明治24年4月15日 分立 大久保村 | 明治39年7月16日 合併 田原町     | 明治39年7月16日 合併 田原町     | 田原町                     | 昭和30年1月1日 合併 田原町    | 平成15年8月20日 市制 田原市                  | 田原市          |              |
| 上野田村       | 上野田村     | 上野田村     | 野田村          | 野田村       | 野田村                      | 野田村                        | 野田村                        | 野田村                          | 野田村                          | 野田村                     | 昭和30年1月1日 合併 田原町    | 平成15年8月20日 市制 田原市                  | 田原市          |              |
| 下野田村       |              |              | 野田村          | 野田村       | 野田村                      | 野田村                        | 野田村                        | 野田村                          | 野田村                          | 野田村                     | 昭和30年1月1日 合併 田原町    | 平成15年8月20日 市制 田原市                  | 田原市          |              |
| 芦村           |              |              |                 |              | 野田村                      | 野田村                        | 野田村                        | 野田村                          | 野田村                          | 野田村                     | 昭和30年1月1日 合併 田原町    | 平成15年8月20日 市制 田原市                  | 田原市          |              |
| 仁崎村         |              |              |                 |              | 野田村                      | 野田村                        | 野田村                        | 野田村                          | 野田村                          | 野田村                     | 昭和30年1月1日 合併 田原町    | 平成15年8月20日 市制 田原市                  | 田原市          |              |
| 青津村         | 青津村       | 青津村       | 神戸村          | 神戸村       | 神戸村                      | 神戸村                        | 神戸村                        | 神戸村                          | 神戸村                          | 神戸村                     | 昭和30年1月1日 合併 田原町    | 平成15年8月20日 市制 田原市                  | 田原市          |              |
| 漆田村         |              |              | 神戸村          | 神戸村       | 神戸村                      | 神戸村                        | 神戸村                        | 神戸村                          | 神戸村                          | 神戸村                     | 昭和30年1月1日 合併 田原町    | 平成15年8月20日 市制 田原市                  | 田原市          |              |
| 市場村         |              |              | 神戸村          | 神戸村       | 神戸村                      | 神戸村                        | 神戸村                        | 神戸村                          | 神戸村                          | 神戸村                     | 昭和30年1月1日 合併 田原町    | 平成15年8月20日 市制 田原市                  | 田原市          |              |
| 水川村         |              |              | 神戸村          | 神戸村       | 神戸村                      | 神戸村                        | 神戸村                        | 神戸村                          | 神戸村                          | 神戸村                     | 昭和30年1月1日 合併 田原町    | 平成15年8月20日 市制 田原市                  | 田原市          |              |
| 赤松村         | 赤松村       | 赤松村       | 神戸村          | 西神戸村     | 神戸村                      | 神戸村                        | 神戸村                        | 神戸村                          | 神戸村                          | 神戸村                     | 昭和30年1月1日 合併 田原町    | 平成15年8月20日 市制 田原市                  | 田原市          |              |
| 新美村         |              |              | 神戸村          | 西神戸村     | 神戸村                      | 神戸村                        | 神戸村                        | 神戸村                          | 神戸村                          | 神戸村                     | 昭和30年1月1日 合併 田原町    | 平成15年8月20日 市制 田原市                  | 田原市          |              |
| 志田村         |              |              | 神戸村          | 西神戸村     | 神戸村                      | 神戸村                        | 神戸村                        | 神戸村                          | 神戸村                          | 神戸村                     | 昭和30年1月1日 合併 田原町    | 平成15年8月20日 市制 田原市                  | 田原市          |              |
| 東ケ谷村       | 東ケ谷村     | 東ケ谷村     | 神戸村          | 東神戸村     | 神戸村                      | 神戸村                        | 神戸村                        | 神戸村                          | 神戸村                          | 神戸村                     | 昭和30年1月1日 合併 田原町    | 平成15年8月20日 市制 田原市                  | 田原市          |              |
| 谷ノ口村       | 谷ノ口村     | 谷ノ口村     | 神戸村          | 南神戸村     | 神戸村                      | 神戸村                        | 神戸村                        | 神戸村                          | 神戸村                          | 神戸村                     | 昭和30年1月1日 合併 田原町    | 平成15年8月20日 市制 田原市                  | 田原市          |              |
| 本前村         |              |              | 神戸村          | 南神戸村     | 神戸村                      | 神戸村                        | 神戸村                        | 神戸村                          | 神戸村                          | 神戸村                     | 昭和30年1月1日 合併 田原町    | 平成15年8月20日 市制 田原市                  | 田原市          |              |
| 大草村         |              |              |                 |              | 神戸村                      | 神戸村                        | 神戸村                        | 神戸村                          | 神戸村                          | 神戸村                     | 昭和30年1月1日 合併 田原町    | 平成15年8月20日 市制 田原市                  | 田原市          |              |
| 赤羽根村       | 赤羽根村     | 赤羽根村     | 赤羽根村        | 赤羽根村     | 赤羽根村                    | 赤羽根村                      | 赤羽根村                      | 明治39年7月16日 合併 赤羽根村   | 明治39年7月16日 合併 赤羽根村   | 赤羽根村                   | 昭和33年11月1日 町制 赤羽根町 | 平成15年8月20日 田原町に編入 即日市制 田原市 | 田原市          |              |
| 高松村         | 高松村       | 高松村       | 高松村          | 高松村       | 高松村                      | 高松村                        | 高松村                        | 明治39年7月16日 合併 赤羽根村   | 明治39年7月16日 合併 赤羽根村   | 赤羽根村                   | 昭和33年11月1日 町制 赤羽根町 | 平成15年8月20日 田原町に編入 即日市制 田原市 | 田原市          |              |
| 若見村         | 若見村       | 若見村       | 若見村          | 若見村       | 若戸村                      | 若戸村                        | 若戸村                        | 明治39年7月16日 合併 赤羽根村   | 明治39年7月16日 合併 赤羽根村   | 赤羽根村                   | 昭和33年11月1日 町制 赤羽根町 | 平成15年8月20日 田原町に編入 即日市制 田原市 | 田原市          |              |
| 越戸村         |              |              |                 |              | 若戸村                      | 若戸村                        | 若戸村                        | 明治39年7月16日 合併 赤羽根村   | 明治39年7月16日 合併 赤羽根村   | 赤羽根村                   | 昭和33年11月1日 町制 赤羽根町 | 平成15年8月20日 田原町に編入 即日市制 田原市 | 田原市          |              |
| 畠村           | 畠村         | 畠村         | 畠村            | 畠村         | 福江村                      | 福江村                        | 明治30年2月22日 町制 福江町   | 明治39年7月16日 合併 福江町     | 明治39年7月16日 合併 福江町     | 福江町                     | 昭和30年4月15日 合併 渥美町   | 平成17年10月1日 田原市に編入                 | 田原市          |              |
| 向山村         |              |              |                 |              | 福江村                      | 福江村                        | 明治30年2月22日 町制 福江町   | 明治39年7月16日 合併 福江町     | 明治39年7月16日 合併 福江町     | 福江町                     | 昭和30年4月15日 合併 渥美町   | 平成17年10月1日 田原市に編入                 | 田原市          |              |
| 亀山村         |              |              |                 |              | 福江村                      | 福江村                        | 明治30年2月22日 町制 福江町   | 明治39年7月16日 合併 福江町     | 明治39年7月16日 合併 福江町     | 福江町                     | 昭和30年4月15日 合併 渥美町   | 平成17年10月1日 田原市に編入                 | 田原市          |              |
| 保美村         |              |              |                 |              | 福江村                      | 福江村                        | 明治30年2月22日 町制 福江町   | 明治39年7月16日 合併 福江町     | 明治39年7月16日 合併 福江町     | 福江町                     | 昭和30年4月15日 合併 渥美町   | 平成17年10月1日 田原市に編入                 | 田原市          |              |
| 古田村         | 古田村       | 古田村       | 古田村          | 古田村       | 清田村                      | 清田村                        | 清田村                        | 明治39年7月16日 合併 福江町     | 明治39年7月16日 合併 福江町     | 福江町                     | 昭和30年4月15日 合併 渥美町   | 平成17年10月1日 田原市に編入                 | 田原市          |              |
| 高木村         |              |              |                 |              | 清田村                      | 清田村                        | 清田村                        | 明治39年7月16日 合併 福江町     | 明治39年7月16日 合併 福江町     | 福江町                     | 昭和30年4月15日 合併 渥美町   | 平成17年10月1日 田原市に編入                 | 田原市          |              |
| 山田村         |              |              |                 |              | 清田村                      | 清田村                        | 清田村                        | 明治39年7月16日 合併 福江町     | 明治39年7月16日 合併 福江町     | 福江町                     | 昭和30年4月15日 合併 渥美町   | 平成17年10月1日 田原市に編入                 | 田原市          |              |
| 中山村         | 中山村       | 中山村       | 中山村          | 中山村       | 中山村                      | 中山村                        | 中山村                        | 明治39年7月16日 合併 福江町     | 明治39年7月16日 合併 福江町     | 福江町                     | 昭和30年4月15日 合併 渥美町   | 平成17年10月1日 田原市に編入                 | 田原市          |              |
| 伊良湖村       | 伊良湖村     | 伊良湖村     | 伊良湖村        | 伊良湖村     | 伊良湖村                    | 伊良湖村                      | 伊良湖村                      | 明治39年7月16日 合併 伊良湖岬村 | 明治39年7月16日 合併 伊良湖岬村 | 伊良湖岬村                 | 昭和30年4月15日 合併 渥美町   | 平成17年10月1日 田原市に編入                 | 田原市          |              |
| 日出村         |              |              |                 |              | 伊良湖村                    | 伊良湖村                      | 伊良湖村                      | 明治39年7月16日 合併 伊良湖岬村 | 明治39年7月16日 合併 伊良湖岬村 | 伊良湖岬村                 | 昭和30年4月15日 合併 渥美町   | 平成17年10月1日 田原市に編入                 | 田原市          |              |
| 堀切村         | 堀切村       | 堀切村       | 堀切村          | 堀切村       | 伊良湖村                    | 明治23年11月7日 分立 堀切村   | 明治23年11月7日 分立 堀切村   | 明治39年7月16日 合併 伊良湖岬村 | 明治39年7月16日 合併 伊良湖岬村 | 伊良湖岬村                 | 昭和30年4月15日 合併 渥美町   | 平成17年10月1日 田原市に編入                 | 田原市          |              |
| 東堀切村       |              |              | 堀切村          | 堀切村       | 伊良湖村                    | 明治23年11月7日 分立 堀切村   | 明治23年11月7日 分立 堀切村   | 明治39年7月16日 合併 伊良湖岬村 | 明治39年7月16日 合併 伊良湖岬村 | 伊良湖岬村                 | 昭和30年4月15日 合併 渥美町   | 平成17年10月1日 田原市に編入                 | 田原市          |              |
| 小塩津村       |              |              |                 |              | 伊良湖村                    | 明治23年11月7日 分立 堀切村   | 明治23年11月7日 分立 堀切村   | 明治39年7月16日 合併 伊良湖岬村 | 明治39年7月16日 合併 伊良湖岬村 | 伊良湖岬村                 | 昭和30年4月15日 合併 渥美町   | 平成17年10月1日 田原市に編入                 | 田原市          |              |
| 和地村         | 和地村       | 和地村       | 和地村          | 和地村       | 和地村                      | 和地村                        | 和地村                        | 明治39年7月16日 合併 伊良湖岬村 | 明治39年7月16日 合併 伊良湖岬村 | 伊良湖岬村                 | 昭和30年4月15日 合併 渥美町   | 平成17年10月1日 田原市に編入                 | 田原市          |              |
| 伊川津村       | 伊川津村     | 伊川津村     | 伊川津村        | 伊川津村     | 泉村                        | 泉村                          | 泉村                          | 泉村                            | 泉村                            | 泉村                       | 昭和30年4月15日 合併 渥美町   | 平成17年10月1日 田原市に編入                 | 田原市          |              |
| 江比間村       |              |              |                 |              | 泉村                        | 泉村                          | 泉村                          | 泉村                            | 泉村                            | 泉村                       | 昭和30年4月15日 合併 渥美町   | 平成17年10月1日 田原市に編入                 | 田原市          |              |
| 村松村         |              |              |                 |              | 泉村                        | 泉村                          | 泉村                          | 泉村                            | 泉村                            | 泉村                       | 昭和30年4月15日 合併 渥美町   | 平成17年10月1日 田原市に編入                 | 田原市          |              |
| 八王子村       |              |              |                 |              | 泉村                        | 泉村                          | 泉村                          | 泉村                            | 泉村                            | 泉村                       | 昭和30年4月15日 合併 渥美町   | 平成17年10月1日 田原市に編入                 | 田原市          |              |
| 石神村         |              |              |                 |              | 泉村                        | 泉村                          | 泉村                          | 泉村                            | 泉村                            | 泉村                       | 昭和30年4月15日 合併 渥美町   | 平成17年10月1日 田原市に編入                 | 田原市          |              |
| 馬伏村         |              |              |                 |              | 泉村                        | 泉村                          | 泉村                          | 泉村                            | 泉村                            | 泉村                       | 昭和30年4月15日 合併 渥美町   | 平成17年10月1日 田原市に編入                 | 田原市          |              |
| 宇津江村       |              |              |                 |              | 泉村                        | 泉村                          | 泉村                          | 泉村                            | 泉村                            | 泉村                       | 昭和30年4月15日 合併 渥美町   | 平成17年10月1日 田原市に編入                 | 田原市          |              |
| ？             | 吉尾曲輪     | 吉尾曲輪     | （詳細不明）    | （詳細不明） | （詳細不明）                | （詳細不明）                  | （詳細不明）                  | （詳細不明）                    | （詳細不明）                    | （詳細不明）               | （詳細不明）                  | （詳細不明）                                 | （詳細不明）    | （詳細不明） |
| ？             | 中富士見新田 | 中富士見新田 | （詳細不明）    | （詳細不明） | （詳細不明）                | （詳細不明）                  | （詳細不明）                  | （詳細不明）                    | （詳細不明）                    | （詳細不明）               | （詳細不明）                  | （詳細不明）                                 | （詳細不明）    | （詳細不明） |
| ？             | 松王新田     | 松王新田     | （詳細不明）    | （詳細不明） | （詳細不明）                | （詳細不明）                  | （詳細不明）                  | （詳細不明）                    | （詳細不明）                    | （詳細不明）               | （詳細不明）                  | （詳細不明）                                 | （詳細不明）    | （詳細不明） |
| ？             | 伊井新田     | 伊井新田     | （詳細不明）    | （詳細不明） | （詳細不明）                | （詳細不明）                  | （詳細不明）                  | （詳細不明）                    | （詳細不明）                    | （詳細不明）               | （詳細不明）                  | （詳細不明）                                 | （詳細不明）    | （詳細不明） |

## 行政
歴代郡長
| 代 | 氏名 | 就任年月日                 | 退任年月日                | 備考                   |
| -- | ---- | -------------------------- | ------------------------- | ---------------------- |
| 1  |      | 明治11年（1878年）12月20日 |                           |                        |
|    |      |                            | 大正15年（1926年）6月30日 | 郡役所廃止により、廃官 |